# Imolese Calcio 1919
Imolese Calcio 1919 S.r.l. ist ein Fußballverein aus Imola (Emilia-Romagna), Oberitalien. Der Klub spielt aktuell in der Serie C. Im Jahr 2005 als Imolese Calcio 1919 neu gegründet setzt der Verein seine langjährige Geschichte fort, in der es diverse Namensänderungen und zwei Insolvenzen gab.

## Geschichte

### Gründung und erste Jahre
Der Fußball kam im Juni 1914 in die Stadt Imola, als der Student Piero Toschi voller Begeisterung nach dem Besuch eines Spiels zwischen Italien und der Schweiz einen Fußball kaufte. Zurück in seiner Heimatstadt gelang es ihm, eine Gruppe von Freunden vom neuen Sport zu überzeugen. Die ersten Spiele wurden in improvisierter Kleidung ausgetragen, die extra für diesen Zweck von Hand gefertigt wurde.
Aufgrund des mangelnden Interesses der restlichen Bevölkerung und dem Ausbruch des Ersten Weltkriegs, welcher alle sportlichen Freizeitaktivitäten zum Erliegen brachte, waren Toschis Bemühungen anfangs jedoch ohne Erfolg. Nach Ende des Krieges gründete Piero Toschi, zusammen mit den verbliebenen und vom Krieg unversehrten Freunden, den Imola FC. Als Vereinsfarben wählte man Rot und Blau, angelehnt an das Stadtwappen von Imola. Im Jahr 1925 fusionierte man mit dem Turnverein US Imolese, welcher sein Interesse am neu aufkommenden Mannschaftssport bekundete.
Der frisch fusionierte Verein trat anschließend dem italienischen Fußballverband- und der dritten Liga bei und absolvierte vor einigen Dutzend Zuschauern das erste offizielle Spiel der Vereinsgeschichte. Das Spiel endete mit einer 1:2-Niederlage gegen Aurora Bologna. Im Jahr 1934 schaffte man schließlich den Aufstieg in die höchste Spielklasse Italiens.

### 1940 bis 1990
Im Jahr 1940 folgte der erste Aufstieg in die neu gegründete Serie C, in der man bis 1947 blieb, bevor sich in den darauffolgenden und sportlich durchwachsenen Jahren, die Ab- und Aufstiege abwechselten. Imolese, welches 1963 den Namen in Associazione Calcio Imola änderte, verbrachte anschließend die nächsten 17 Jahre in der regionalen Amateurliga (Promozione Emilia-Romagna). Im Jahr 1969 schaffte man, dank der Meisterschaft in der Serie D, den Wiederaufstieg in die dritthöchste Spielklasse. In den Folgejahren traten die ersten finanziellen Schwierigkeiten auf, welche letztendlich, in der Saison 1989/90, die Rückkehr aus der höchsten Amateurliga verhinderten. Anschließend organisierte man sich unter dem Namen AS Imola Calcio neu.

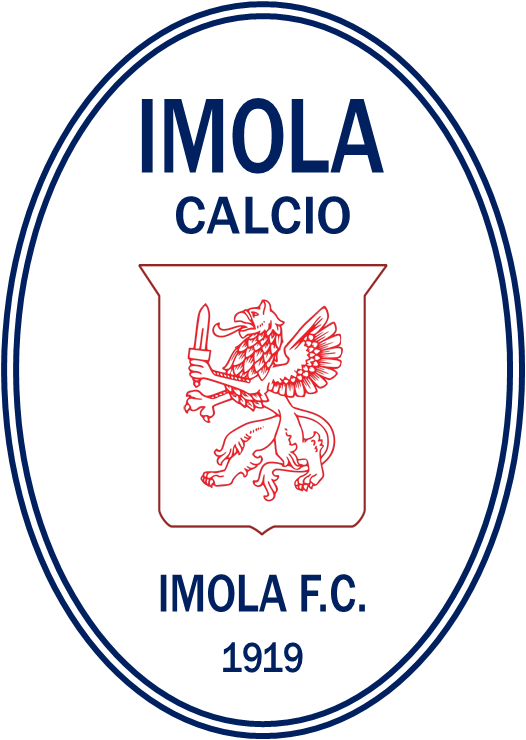
Logo in den 1990er Jahren

### 1990 bis heute
Im Jahr 2008, nach einigen Jahren mit Auf- und Abstiegen, wurde der Verein endgültig als bankrott erklärt und unter dem Namen Imolese Calcio 1919 SSD neu gegründet. Mit der Wiedererlangung der Wettbewerbsfähigkeit erreichte man in der Saison 2018/19, unter der Führung von Trainer Alessio Dionosi und dem neuen Namen Imolese Calcio 1919 S.r.l., die Play-offs um den Aufstieg in die Serie B.

## Profimannschaft

### Spieler
- Stand: 7. Juni 2022[4]

| Nr. |         | Position | Name                                            |
| --- | ------- | -------- | ----------------------------------------------- |
| 1   | Italien | TW       | Alessandro Santopadre                           |
| 2   | Italien | AB       | Damiano Lia                                     |
| 3   | Italien | AB       | Edoardo Vona                                    |
| 4   | Italien | MF       | Riccardo Boscolo Chio (Leihe von Inter Mailand) |
| 5   | Italien | AB       | Michele Rinaldi                                 |
| 6   | Italien | AB       | Matteo Angeli                                   |
| 8   | Italien | MF       | Leonardo Benedetti (Leihe von Sampdoria Genua)  |
| 9   | Italien | ST       | Francesco Stanco                                |
| 10  | Italien | ST       | Salvatore Santoro (Leihe von AC Pisa)           |
| 11  | Italien | AB       | Matteo Liviero                                  |
| 13  | Italien | ST       | Pasquale De Sarlo                               |
| 14  | Italien | TW       | Marco Angeletti (Leihe von Pontedera)           |
| 15  | Italien | MF       | Antonio Romano (Leihe von US Pistoiese)         |

| Nr. |             | Position | Name                                           |
| --- | ----------- | -------- | ---------------------------------------------- |
| 16  | Italien     | ST       | Stefano Padovan                                |
| 17  | Italien     | MF       | Valerio Manzo                                  |
| 18  | Italien     | AB       | Salvatore Dario La Vardera (Leihe von Cosenza) |
| 20  | Italien     | ST       | Luca Lombardi (Leihe von FC Empoli)            |
| 21  | Italien     | AB       | Antonio D'Alena                                |
| 22  | Italien     | TW       | Gian Maria Rossi                               |
| 23  | Italien     | AB       | Cristian Cerretti                              |
| 25  | Italien     | MF       | Alessandro Lombardi                            |
| 26  | Italien     | ST       | Luca Matarese (Leihe von Frosinone Calcio)     |
| 27  | Italien     | AB       | Nicolò Milani (Leihe von Atalanta Bergamo)     |
| 28  | Italien     | MF       | Antonio Palma                                  |
| 29  | Argentinien | ST       | Nicolas Belloni (Leihe von Pescara)            |
| 32  | Italien     | ST       | Gianmarco De Feo                               |